# Anita Sidén
Karin Anita Margareta Sidén, född Karlsson 25 januari 1940 i Skellefteå landsförsamling, är en svensk politiker (moderat), som var ordinarie riksdagsledamot 1998–2006 (även ersättare 1992).
I riksdagen var hon suppleant i socialförsäkringsutskottet, justitieutskottet och kulturutskottet. Sidén var rektor innan tiden i riksdagen. Hon var invald för Göteborgs kommun och bor i Göteborg.